# 徐小鳳
徐小鳳（英語：Paula Tsui Siu Fung，1949年1月1日—），本名徐鄖書，人稱「小鳳姐」，初出道時藝名「小白光」，香港女歌手。生於湖北武昌，1965年獲得「香港之鶯歌唱比賽」冠軍從而開展歌唱事業，憑藉低沉磁性聲線縱橫樂壇。1972年至1980年間曾八度入選《華僑晚報》十大歌星金駱駝獎，1984年獲頒十大勁歌金曲頒獎典禮榮譽大獎，1989年獲得香港樂壇最高榮譽金針獎，1992年於紅磡香港體育館舉行了43場演唱會，至今仍保持於紅館連續舉辦演唱會最多場數紀錄。

## 生平

### 早年生活
徐小鳳父親為湖北鄖县人（今十堰市郧阳区），母親為湖南人，故從小一家愛吃辣。家中排行最大，有三弟二妹，包括曾為娛樂圈中人、無綫電視第4期藝員訓練班學員的徐雲雄。徐小鳳生於中華民國湖北省，幼年於九龍油麻地居住，而後移居新界沙田區。童年先後就讀昔日位於咸美頓街1號的聖恩學校（小六之前）、佛教慈航義學（1982年遷址前舊校（1952年創校），位於沙田車公廟一帶）及慈航義學（中學部），成績不俗。徐小鳳只讀至中一年級便輟學養家。她在離開學校之後，先短暫當過配藥員、教會職員等多個工種，再到父親經營的理髮店裡從事修甲及美容工作。

### 歌唱事業

#### 1965至1978年：初啼之鶯
1965年12月23日，徐小鳳參加了由天天日報及南國實驗劇團兩家公司合辦的香港之鶯歌唱比賽，結果與她一同報名的兩位同學落選了；徐小鳳並未學過唱歌，卻無心插柳，就憑一曲白光的《戀之火》擊敗了二千名參賽者登上了冠軍寶座，故徐小鳳出道時有「小白光」的稱號 。不過這個冠軍榮銜沒有立即為徐小鳳帶來特別的際遇，因為父母一直認為歌手需拋頭露面，反對她從事歌唱事業。後來，她成功說服父母，在旺角的花都、國際、尖沙咀的首都夜總會以及海城夜總會都曾駐唱幫補家計。
徐小鳳在1969年得到名指揮文就波的提攜，灌錄第一張正式專輯，正式加入樂壇。當時她遠赴大馬吉隆坡的南國唱片廠錄製，徐小鳳花兩天時間，以單聲軌灌錄了12首歌曲，分為《牆》《秋夜》《戀之火》三張細碟出版（當時歐西的錄音室已普遍採用多聲軌錄音及提供樂譜）。徐小鳳在夜總會演唱的日子相當刻苦，她曾言當年首次獻唱前，苦練了五百首歌才敢上場，每晚要由8時唱至凌晨4時，沿着香港的彌敦道，一路從旺角唱到尖沙咀，最高紀錄是下午2點唱到第二天凌晨4點，一天跑了13場，久而久之歷煉出爐火純青的歌喉。有傳早於1973年，徐小鳳便赴英國倫敦登台，是香港時代曲歌手的第一人，若事件屬實，也可見她早已受海外華人重視。在1975年，徐小鳳據說是走場最多、身價最高、收入最好的本地女歌手。
說回唱片，在1970年代前期，徐小鳳先後隸屬文志唱片和永恆唱片兩間公司，以翻唱國語流行曲為主，例如《淚的小花》、《情人的眼淚》、《我要你的愛》、《午夜吉他》、《月亮代表我的心》和《愛情的代價》等，直至1978年主唱無綫電視劇集主題曲《大亨》（顧嘉煇曲），才開始演繹那些為大眾熟悉的原創廣東歌曲。在推出《大亨》專輯前，徐總共推出21張專輯，單單於永恆唱片那五年便推出11張專輯，當中只有《猛龍特警隊》、《神鳳》、《珍惜好時光》等寥寥幾首廣東歌，雖然差不多全是翻唱曲，但仍受大眾歡迎，其中離開永恆唱片前的《功夫舞·梅花》及 《猛龍特警隊》更是當年六張白金唱片（銷量達五萬張）中的兩張。

#### 1978至1981年：成功之路
徐小鳳其後轉投新力唱片，首張專輯《風雨同路》甫上市便售出超過廿萬張。此階段的徐小鳳不以「翻唱」歌為主，事業提升到更高層次，是歌唱生涯的一個里程碑。六張大碟（包括轉會後才發行的一張）中，歌曲多為改編日本、歐美的流行曲，包括《風雨同路》、《人生滿希望》、《夜風中》、《人似浪花》、《黃沙萬里》等，也偶有本地創作如《漫天風雨》及《風的季節》（同為李雅桑曲），而其中兩首代表作《無奈》和《風的季節》，都出自離開新力前的最後一張大碟《新曲與精選》。值得留意的是，六張大碟中的廣東歌詞，差不多由鄭國江、卡龍及湯正川所包辦，其中以鄭國江執筆佔多數。另外1979年，徐小鳳已到美加各大城市，包括紐約、波士頓、溫哥華、三藩市的市立音樂廳或歌劇院舉行多場巡迴演唱會。

#### 1982至1992年：金光燦爛
徐小鳳翌年改投康藝成音，及後一度與近乎壟斷香港電視音樂節目平台的無綫電視鬧得不愉快，更演變到雙方停止合作的地步。失去了電視的宣傳，徐小鳳並沒有被打沉，反而順著新力兩首大熱作的氣勢，憑著《隨想曲》（顧嘉煇曲），以最高票數獲得香港電台十大中文金曲，事業登上高峰，在1985年更創下開10場演唱會的紀錄，進一步確定其殿堂級地位。不計精選唱片，康藝成音為徐出版過三張原創唱片、兩張演唱會現場錄音及一張翻唱國語經典老歌的唱片，後者銷量也達白金，在當時以原創為主流的樂壇，可反映其受歡迎的程度。除《隨想曲》外，這段時期的名作有《星光的背影》（林子祥曲）、《情比雨絲》（顧嘉輝曲）、《順流逆流》（蔡國權曲）、改編日本樂曲的《星星問》和《風裏的呼喚》。
1985年，已發行30張專輯的徐小鳳加盟寶麗金，先灌錄單曲《冬》（蔡國權包辦作曲填詞），此曲收錄於翌年推出的專輯《每一步》。《每一步》除了同名的改編歌外，還收錄了後來成為無線劇集《流氓大亨》主題曲及片尾曲的《城市足印》（林敏怡曲）及《婚紗背後》（徐日勤曲），此唱片獲得白金唱片，而《婚紗背後》也成為徐小鳳另一首招牌歌。隨後的的1987年演唱會，共22場，比同年的譚詠麟更多，而翌年的三張唱片包括該演唱會的現場錄音獲頒白金唱片。不計純精選唱片，徐小鳳在寶麗金推出九張原創唱片、兩張演唱會現場錄音及一張重唱國語經典老歌的唱片，而1991年的《文明淚》為徐小鳳最後一張原創唱片。除上述成功作品外，此段時期其他為人熟悉的歌曲還包括本地創作的《誰又欠了誰》（鍾肇峰曲）、《一縷情絲》（蔡國權作曲填詞，劉以達編曲）及《雙城記》（王傑曲），改編自外語歌的《流下眼淚前》和《夢飛行》，還有改編自神州搖滾之父崔健的首本名曲《一無所有》的《真愛又如何》。

#### 1993年之後：淡泊樂壇
在1992年的演唱會後，徐小鳳在工作上趨向低調，間中露面參與幕前演出，如為香港的亞洲電視拍攝特輯。然而在1995年的15場個唱後，則差不多退隱樂壇，僅偶然出席一些慈善活動。2000年，徐小鳳在美國大西洋城開了3場演唱會。其後，在2005年突然掀起的懷舊熱潮中，徐小鳳在香港復出開了23場演唱會，並參與電影演出。2006年，先後在美國、馬來西亞、澳門和香港舉辦演唱會，共19場。2010年，在澳門開了3場演唱會，最高票價達二千元，與國際天后Celine Dion看齊。隨後她進軍內地，在2011年底至2012年中分別於上海、廣州及北京舉行演唱會。其後則分別在2014年初及2016年中及2018年中在香港舉行演唱會。

#### 輝煌成就
徐小鳳以低沉磁性聲線及樸實的風格享譽樂壇，廿年內出版唱片超過五十張，銷量達白金者眾多，成績斐然，亦是演唱會史上的重要人物。1990年，因其卓越成就，獲香港電台頒發金針獎，成為首位獲得此獎項的女歌手。同年，徐小鳳亦獲選為「八十年代十大演藝紅人」。 此外，1985年她與無線電視破冰，重新簽約後，隨即獲頒予十大勁歌金曲「榮譽大獎」，成為第一位獲獎者；但外界對此不甚重視，徐也鮮有提及。
在1983年至2018年期間，徐小鳳在香港共開了191場演唱會（不計兩場因病補場），特別是1992年的43場個唱，據香港旅遊協會小冊子資料所載，更被列入當時的世界紀錄。直至今天，在53天內舉行43場演唱會（包括較少出現的日間場次）仍是香港最長的連續開演唱會紀錄。徐小鳳的巔峰時期是從演唱會開始，有趣的是，這是在後輩梅艷芳大紅大紫之後的事，當時兩人你爭我奪，我一個徐廿二，你一個梅廿八，我再一個徐卅三，演唱會王者之爭激烈。而梅艷芳就是憑著徐的《風的季節》在歌唱比賽奪冠而晉身歌壇。

### 私人生活
徐小鳳的私人生活一向低調，除公開有二弟徐雲雄曾是無綫電視藝員外，關於愛情生活則鮮有透露，但在90年代中期有傳媒報道，徐小鳳於1974年跟後來成為香港政壇名嘴及立法會議員的鄭經翰合辦演唱會而結緣，並在加拿大註冊結婚，但婚姻僅維持了幾年便於1979年結束。

## 事業雜記

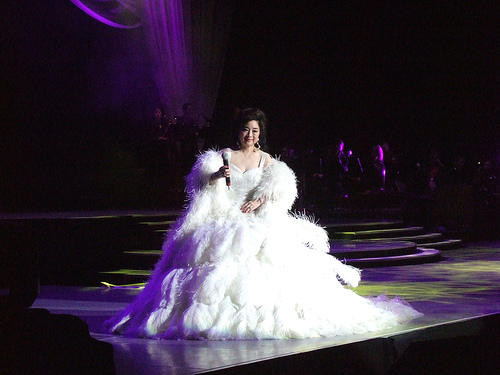
2006年1月29日，於美國拉斯維加斯美高梅大酒店花園體育館（MGM Grand Garden Arena）「金光燦爛徐小鳳拉斯維加斯演唱會2006」演出。

### 歌唱賞析
徐小鳳以其獨特沉穩而迷人的嗓音而聞名。她的演繹風格主要是將情感融入歌詞中，而不僅僅依靠音樂或旋律來喚起感情。由於徐小鳳的出道時間正值京劇和普通話流行歌曲盛行的時期，她模仿了當時流行歌手的唱歌技巧，如白光和吳鶯音等人。這樹立了她獨特的唱歌方法，其特點是引人深思的風格，讓人久久不能忘懷。由於她堅持京劇的傳統，注重每個字的發音和詞語的抑揚頓挫，並利用腹式呼吸控制等技巧，她能夠達到很高水平的表演。她掌握了不同聲樂音域之間的過渡，結合力度和柔和，明確區分強音和弱音，進一步提升了她卓越的聲樂能力。所有這些優勢都為她帶來了強烈的情感衝擊，無縫地融合了古典元素和流行音樂趨勢。她能夠適應當前的潮流，同時保持自己的個人風格，例如在香港紅磡體育館演唱了電子舞曲作品，如她的《恨綿綿》(梁祝協奏曲)，以及她最近翻唱了劉德華、郭富城和鄭秀文的歌曲。由於她出色的呼吸控制，她經常在公開場合進行無伴奏演唱，例如在1990年的《凝聚每分光音樂會》中演唱了幾個歌曲片段，以及在1993年的《十大中文金曲頒獎音樂會》中演唱了《風雨同路》的開場曲。此外，她還擅長哼唱歌曲，如她對《不變的伴侶》的演繹。值得一提的是，徐曉鳳是少數具有不同聲樂音域過渡能力的歌手之一，為她的歌曲增添了一絲魅力。類似的技巧也可以在黃家駒和李克勤的早期作品中找到，例如當李克勤翻唱譚炳文的《舊歡如夢》時，有許多聲樂音域的過渡。
徐小鳳多年來一直是音樂界的知名人物。由於她出眾的聲樂技巧和廣泛的曲目，她對歌曲有深刻的理解，能夠有效地詮釋它們。例如，在早期的華語流行音樂時代，她的唱歌風格常常展現出她的勇敢、開放和強大的嗓音。像激動人心的《柔道龍虎榜》，俏皮的二重唱《新桃花江》和《賣湯圓》，以及莊嚴的《春夏秋冬》展示了她個性的不同面向，粵語亦有《喜氣洋洋》等，向觀眾呈現了一個強烈而開朗的形象。隨著粵語歌曲的流行，她適應了這一趨勢，通過軟化對流行歌曲的詮釋，打破了女低音歌手的常規認知。她柔和的唱法融化了聽眾的心。其中包括情感激烈的《無奈》，普通話專輯《良夜不能留》，心碎的歌曲《三分七分》，憂鬱的《情比雨絲》，《獻君千闋歌》和《懷念》。她還探索了新的音樂風格，如具有挑戰性的《音樂盒》，歐風風格的《藍》，《流下眼淚前》的硬搖滾曲風，《真愛又如何》，成人抒情歌曲《變色感情》，《情人夢裡追》等，還有《我有一段情》的R&B版本以及《徐想曲》的說唱表演。在現場演出中，徐曉鳳還展示了她的多才多藝，演唱了京劇的片段，如《碧海狂僧》中的十分鐘片段，或演唱當時流行電影的主題曲，包括《Unchained Melody》和《滄海一聲笑》等經典作品。很明顯，她的音樂曲目非常豐富多樣，展現了她獨特的魅力。

### 舞台點滴
徐小鳳不僅以沉厚醇和的聲線見著，她一把長曲秀髮、字正腔圓地唱歌時的嘴形、22吋纖腰配以大傘裙、獨有的走步、神情、手持咪高峰時食指指向麥克風頭的姿態，也都成為了她的標記。
自1983年香港首場個人演唱會，徐小鳳就以雍容華麗的形象示人，而1987年的演唱會以「金光燦爛」命名後，「金光燦爛」就代表了她。她又喜歡以大傘裙來撐大整個身軀，除了最為人所知、引得演藝人穿著模仿的斑點波波裙外，在1989年演唱會和十大中文金曲頒獎音樂會所穿的金光閃閃大傘裙也十分經典；可是要承擔超過十斤的重量，每每演唱會前便要把舞台視察個一清二楚，以免勾倒裙子；在台中走動自如不容易，但她為了和觀眾互動交流，握手答謝歌迷，事前總是準備充足，也避免了走動時跑調忘詞。
她在演出場合出現時都會引起觀眾雷動的掌聲，憑著巨星級的氣場和台風，她總是全場的焦點，如1986年在籌款節目博愛歡樂傳萬家，尾聲時候任神秘嘉賓出場，她身穿大袍，眾男女舞蹈員列隊從樓梯走下，邊走邊唱首本名曲。1989年中國中央電視台邀請她錄影每年一度的春節晚會，演唱《明月千里寄相思》以及《心戀》，聲線輕柔曼妙，神情姿態盡顯女性柔情，是晚會的難忘片段。1990年在香港電台凝聚每分光音樂會上帶領一群小孩演唱《月亮光光》，以及在玉樹地震籌款匯演上帶領後輩歌手演唱《風雨同路》。
徐小鳳也喜歡在演唱會加入新鮮的元素，例如1983年的演唱會，不擅跳舞的她勁歌熱舞演唱《喜氣洋洋》，1985年紅館演唱會在舞台外圍踏單車，1987年演唱會更穿過聲控發光裙，唱著唱著多名小孩從大傘裙內走出來，又曾在1989年的演唱會史無前例在紅館吊威也，半空演唱，令坐在最後排的觀眾都可近距離看到她。這些新猷為觀眾帶來不少驚喜。此外，徐小鳳還演唱過粵劇曲目，如《再折長亭柳》和1987年演唱會演唱《碧海狂僧》等。

### 金針奬盛況
1990年1月，第十二屆十大中文金曲頒獎音樂會於香港會展舉行，頒發金針奬予徐小鳳。當晚邀請了已故文壇泰斗金庸（查良鏞）作為頒獎嘉賓，查氏宣佈得奬者後，徐小鳳便隨即出場。她身穿演唱會時出現過的金光大傘裙出席此隆重場合，更突顯其雍容華貴、金光燦爛的標誌。之後她發表得奬感受，演唱環節以清唱《大亨》副歌作始，隨後唱出她的其他經典金曲，依次為《風雨同路》、《無奈》、《隨想曲》、《某夜》。在演唱後邀請與她合作過的作詞人上台，從該圓形金針獎獎座拆分出薄餅形奬，分獎給各位嘉賓，包括盧國沾、蔡國權、潘源良、鄭國江、黃霑、向雪懷以及卡龍，以示感激各位多年來對她的支持，一同分享該奬項帶來的榮譽，並唱出金曲〈順流逆流〉圓滿作結。然後主持宣佈音樂會尾聲，特安排廣播處長張敏儀及眾歌手，台前幕後人員到台上留名以紀念八十年代的結束，同時展望新年代的來臨，期許九十年代的樂壇更進一步。至於此金針獎，其特别設計金色獎座的意念為剛獲知得獎時由徐小鳳所提出，惟傳聞該圓形底座在分獎後不知所終。
此後1992及1994年，徐小鳳亦擔任過金針獎頒獎嘉賓，先後頒予填詞人鄭國江老師及歌手林子祥金針獎榮譽，並在台上獻唱慶祝。另外在94年音樂會尾聲，大會特安排曾有小白光之稱的徐小鳯獻花給遠道而來出席的白光，以示對白光的尊敬及感謝白光曾在唱片上的指導。兩代著名歌后同台，實屬難得。

### 近年的演唱會
2016年徐小鳳舉行了一次演唱會。此次演唱會不再冠上金光燦爛之名，而是配上主題「既然青春留不住 不如有請小鳳姐」，有傳此次演唱會是她的一次告別演唱會之作，不過小鳳姐並無表示過會告別演出。亦在演唱會宣傳期間表示會和不同新舊音樂人合作，亦有意出新歌，或是出自傳剖白其歌者心聲。年屆六十七的徐小鳳在演出時聲音依然厚重及嘹亮，唱開不少新舊歌曲。而演唱會曲目亦圍繞「青春」主題，以其的經歷心態與歌迷分享世間人從年輕到老，人會老去的現實，著以輕鬆心態面對一切。
演唱會依然貫徹以往經典，如華麗的四面台、燈光，開首有鼓隊伍坐陣，並有一大隊弦樂隊、大樂隊、和聲團現場演奏，演出期間亦有舞蹈團伴舞。今次演唱會徐小鳳依舊保持秀長曲髮，並配戴環狀耳環、手戴鑽石及藍寶石戒指、鑽石手鈪，期間徐小鳳換上五套魚尾裝，這些裝扮恰好表現出小鳳姐此齡的女性美。如同14年演唱會一樣，換服裝期間有旁白介紹徐小鳳的經歷或經典事蹟，而該次旁白則是鄭丹瑞。
此次演唱會主題嘉賓有科學家李樂詩博士、流行曲創作歌手陳奐仁、呂方及杜德偉則作演唱嘉賓，另黃淑儀及薛家燕亦為其中幾場特别嘉賓，而容祖兒則是期中一場席上嘉賓而邀合唱。他們不同年齡的演藝人士都與徐小鳳在「青春」的主題上恰恰產生火花。
另於開演唱會前的宣傳期間，臉書流傳一段由她親自錄影，尋找1987年在她的演唱會中從她的裙底下鑽過出來的10個小孩的片段，希望能與他們再相聚。據報道指她已從一名自稱是時任方方樂趣幼稚園校長的網民中，成功找來其中十幾人，其中有數個最終現身紅館。
2018年，徐小鳳九月於紅館再次舉行6場個唱，雖然是徐小鳳在紅館舉辦場數最少的個唱，但徐亦盡花心思，大膽起用邀請五六十名名來自英華小學的學生擔任嘉賓樂團，替她伴奏。而此次的演唱會減去舞蹈員的表演及握手環節。除數餘樂隊成員之外，主樂團以及和音都是以小學生為主，另外間場的表演環節都由他們去表演，令觀眾感受到不少童真，還有跨年齡的合作，再創新猷。由於「超強颱風山竹」襲港，16日的演唱會須順延一天於17日舉行。

### 其他逸聞
於八十年代的其中一部為人津津樂道的電視劇《流氓大亨》中的主題曲及插曲《城市足印》和《婚紗背後》，其實是由徐小鳳錄制後，剛巧電視台希望她獻唱，最後由徐小鳳挑選新錄制大碟中合適的歌。而《婚紗背後》一曲更為劇集制作人帶來靈感，配合歌曲創作了一幕心酸畫面。
寶麗金旗下歌手主要在嘉利大廈錄音，但徐小鳳則通常在雅旺錄音室（Avon Recording Studios）錄音，當年在雅旺錄音的寶麗金旗下歌手還有黃凱芹及黎明，另外還包括屬兄弟公司新藝寶的許冠傑、張國榮及王菲。Avon Recording Studios後來由歌手張敬軒收購並繼續運作至今，當年的錄音室設備亦保養得宜。
徐小鳳從未使用在近年來已發展成熟的耳機裝置，即使不配戴耳機可能會影響聽力。除了戴上會對固有華麗形象顯得突兀之外，她認為會破壞她對舞台環境的感覺及和樂迷的交流。又，近來徐小鳳好與歌迷以iPad自拍。
歷來公開場合共有五位演藝人士對徐小鳳跪拜「朝聖」，包括周潤發、劉德華、倫永亮、呂方及杜德偉。

## 音樂作品

### 錄音室專輯
- 徐小鳳之歌（1969年）
- 誰能知道我的情（1971年）
- 新桃花江（1971年）
- 十六年華（1971年）
- 回頭我也不要你（1972年）
- 徐小鳳第五集（1972年）
- 愛你變成害你（1972年）
- 唉！往事何苦提（1973年）
- 冷虎（1973年）
- 柔道龍虎榜（1973年）
- 二人世界（1973年）
- 快樂世界（1973年）
- 愛我在今宵（1974年）
- 熱情的沙漠（1974年）
- 龍虎兒女（1974年）
- 海邊的故事（1975年）
- 保鏢（1976年）
- 功夫舞（1976年）
- 猛龍特警隊（1976年）
- 玲瓏塔（1977年）
- 神鳳（1977年）
- 大亨（1978年2月）
- 風雨同路（1978年）
- 夜風中（1979年）
- 每日懷念你（1980年）
- 逍遙四方（1981年）
- 徐小鳳全新歌集（1982年）
- 徐小鳳全新歌集第二集（1984年）
- 秋水伊人（1984年）
- 徐小鳳全新歌集第三集（1985年2月）
- 每一步（1986年5月16日）
- Paula（1986年11月20日）
- 依然（1987年6月12日）
- 別亦難（1988年2月26日）
- 徐小鳳（1988年8月26日）
- 一縷情絲（1989年11月25日）
- 一生所愛（1990年9月7日）
- 一幅畫（1990年9月28日）
- 文明淚（1991年5月23日）

### EP(迷你專輯)
- 牆（1969年）
- 戀之火（1969年）
- 秋夜（1969年）

### 現場專輯
- 徐小鳳演唱會精選（1983年）
- 徐小鳳85演唱會精選（1985年）
- 金光燦爛徐小鳳87演唱會（1987年11月20日）
- 金光燦爛徐小鳳89演唱會（1989年8月9日）

### 精選專輯
- 徐小鳳金唱片（1971年）
- 徐小鳳金唱片（1972年）
- 蟬聯港台三屆十大紅歌星名曲精選（1974年）
- 徐小鳳金唱片（1975年）
- 徐小鳳金唱片第二集（1975年）
- 77第一屆金唱片精選（1977年）
- 懷念歌曲金唱片（1977年）
- 78徐小鳳粵語精選歌曲（1978年）
- 78第二屆金唱片精選（1978年）
- 新曲與精選（1981年）
- 新曲與精選第二輯（1982年）
- 徐小鳳金曲精選（1986年6月27日）
- 星輝燦爛徐小鳳（1987年）
- 新曲與精選（1989年1月19日）
- 金光閃閃徐小鳳（1989年）
- 徐小鳳選曲（1989年）
- 徐小鳳白金珍藏版（1990年）
- 超級精裝徐小鳳（1991年）
- 徐小鳳金碧輝煌精選1（1991年）
- 徐小鳳金碧輝煌精選2（1991年）
- 徐小鳳金曲精選2（1993年）
- 徐小鳳金曲精選（1993年）
- 金光燦爛徐小鳳（1995年）
- 徐小鳳粵語精選（1995年）
- 我們的徐小鳳精選（1997年）
- 徐小鳳情意16首精選（1998年）
- 一生最愛三十首（1998年）
- 徐小鳳接觸2000精選（1999年）
- 徐小鳳殿堂18首（2000年）
- 環球2000超巨星系列：徐小鳳（2000年）
- 徐小鳳閃閃生輝20首（2001年）
- 環球DSD視聽之王：徐小鳳（2002年）
- 真經典：徐小鳳（2002年）
- 金光燦爛徐小鳳（2005年）
- 徐小鳳的故事（2005年）
- 星光燦爛徐小鳳（2006年）
- 金碟鐵盒珍藏系列：徐小鳳（2008年）
- 依然金光燦爛：徐小鳳（2014年）
- 環球萃取升級精選：徐小鳳（2016年）
- 環球萃取升級精選：徐小鳳2（2016年）

### 單曲
- 2006年：《徐想曲》，2006年演唱會前發佈的Rap新歌

### 填詞
徐小鳳也有兼涉填詞，作品包括：
- 《珍惜好時光》
- 《愛我愛到底》
- 《柔道龍虎榜》
- 《猛龍特警隊／心影》
- 《二人世界》
- 《Feeling》
- 《河邊的人》
- 《唉！往事何苦提》
- 《真金那怕火》
- 《舊日初升》

## 電影

### 演出
- 1967年：《天龍酒店》
- 1972年：《輕煙》（飾演 歌星）
- 1974年：《一山五虎》（飾演 歌星）
- 1975年：《李小龙与我》（飾演 歌星）
- 1976年：《女人呢樣嘢》（飾演 歌星）
- 1984年：《聖誕快樂》（飾演 夜總會歌星小鳳）
- 1987年：《横财三千万》（飾演 時裝設計師小鳳）
- 1988年：《雞同鴨講》（飾演 食客）
- 2006年：《最愛女人購物狂》（飾演 心理醫生陸小鳳）

### 電影歌曲
- 1984年：〈這是真愛〉（電影《聖誕快樂》主題曲）
- 1984年：〈獻君千闋歌〉（電影《聖誕快樂》插曲）
- 1989年：〈情人夢裡追〉（電影《花心夢裡人》主題曲）

## 香港主要獲獎紀錄

### 華僑晚報十大歌星金駱駝獎
- 1972－1978、1980年度：十大歌星金駱駝獎

### 香港金唱片頒獎典禮
- 1977年度：《梅花》（金唱片）、《猛龍特警隊》（金唱片）
- 1978年度：《梅花》（白金唱片）、《猛龍特警隊》（白金唱片）、《神鳳》（金唱片）
- 1979年度：《風雨同路》（白金唱片）
- 1980年度：《夜風中》（白金唱片）
- 1981年度：《每日懷念你》（白金唱片）
- 1982年度：《新曲與精選》（白金唱片）、《逍遙四方》（金唱片）
- 1983年度：《徐小鳳全新歌集》（白金唱片）
- 1984年度：《徐小鳳演唱會精選》（白金唱片）
- 1986至1987年度：《每一步》（白金唱片）、《Paula》（白金唱片）
- 1987至1988年度：《依然》（白金唱片）、《金光燦爛徐小鳳87演唱會》（白金唱片）、《別亦難》（白金唱片）
- 1988年度：《徐小鳳》（白金唱片）、《新曲與精選》（金唱片）

### 香港電台十大中文金曲頒獎音樂會
- 1978年度：十大中文金曲《風雨同路》
- 1982年度：十大中文金曲《星星問》
- 1983年度：十大中文金曲《隨想曲》
- 1985年度：十大中文金曲《順流逆流》
- 1989年度：金針獎
- 2002年度：金曲銀禧榮譽大獎

### 商業電台中文歌曲擂台獎頒獎禮
- 1979年度：《漫漫前路》大碟
- 1980年度：《每日懷念你》大碟
- 1981年度：《新曲與精選》大碟
- 1983年度：《徐小鳳全新歌集》大碟
- 1984年度：《徐小鳳全新歌集第二集》大碟
- 1985年度：《徐小鳳全新歌集第三集》大碟
- 1986年度：《每一步》大碟

### 無綫電視十大勁歌金曲頒獎典禮
- 1984年度：榮譽大獎
- 1987年度：十大勁歌金曲《流下眼淚前》

## 演唱會

### 香港演唱會
| 名稱                                                        | 日期                                                                                | 主辦單位                                                                | 場數     | 場地               |
| 康藝之星徐小鳳演唱會                                        | 1983年1月21日至24日                                                                 | 富才製作                                                                | 5        | 灣仔伊利沙伯體育館 |
| 停不了的動感徐小鳳演唱會                                    | 1985年2月20日、2月22日至3月2日                                                      | 耀榮娛樂、華星娛樂                                                      | 10       | 紅磡香港體育館     |
| 停不了的動感徐小鳳演唱會II                                  | 1985年6月3日至6月10日                                                               | 耀榮娛樂、華星娛樂                                                      | 7+1補場  | 紅磡香港體育館     |
| 日立金光燦爛徐小鳳演唱會                                    | 1987年8月12日至31日                                                                 | 耀榮娛樂                                                                | 22       | 紅磡香港體育館     |
| 捷威金光燦爛徐小鳳演唱會                                    | 1989年2月5日至3月11日                                                               | 耀榮娛樂                                                                | 33       | 紅磡香港體育館     |
| Amway金光燦爛徐小鳳演唱會1992                               | 1992年7月9日至8月20日                                                               | 大名娛樂                                                                | 43       | 紅磡香港體育館     |
| '95農曆新年徐小鳳演唱會                                     | 1995年1月28日至2月11日、 2月14日、2月17日至2月18日                                  | 香港演唱會                                                              | 18       | 紅磡香港體育館     |
| AIG信用卡金光燦爛徐小鳳演唱會2005                           | 2005年7月23日至8月14日                                                              | 英皇娛樂、耀榮娛樂                                                      | 22+1補場 | 紅磡香港體育館     |
| 景福珠寶金光燦爛徐小鳳演唱會2006                            | 2006年12月15日至12月20日、 12月23日至12月26日                                       | 香港演唱會                                                              | 10       | 紅磡香港體育館     |
| 雙妹嚜隆重呈獻小鳳姐走過順逆流依然金光燦爛 徐小鳳2014演唱會 | 2014年2月19日至2月24日、 2月28日至3月1日                                            | 香港演唱會、維京國際、 英皇娛樂、寰亞娛樂、 稻草綜合製作、 太陽娛樂文化 | 8        | 紅磡香港體育館     |
| 徐小鳳演唱會2016                                            | 2016年7月28日 - 8月6日 （8月1日因颱風妮妲襲港而改於8月3日舉行；8月4日休息）         | 香港演唱會、維京國際、 英皇娛樂、東亞娛樂、 稻草綜合製作、 太陽娛樂文化 | 8        | 紅磡香港體育館     |
| 金光燦爛徐小鳳演唱會2018                                    | 2018年9月7日 - 9月9日、9月14日 - 9月16日 （9月16日因颱風山竹襲港而改於9月17日舉行） | 香港演唱會、 特高娛樂製作、彩富製作                                     | 6        | 紅磡香港體育館     |

### 外地演唱會
| 名稱                                                        | 日期                  | 場地                                             | 場數 |
| ----------------------------------------------------------- | --------------------- | ------------------------------------------------ | ---- |
| 徐小鳳盛大演唱會                                            | 1987年1月28日至2月7日 | 新加坡麗都皇宮                                   | 11   |
| 金光燦爛徐小鳳澳洲演唱會                                    | 1988年2月10日         | 雪梨娛樂中心                                     | 2    |
| 金光燦爛徐小鳳澳洲演唱會                                    | 1988年2月14日         | 墨爾本Concert Hall                               | 2    |
| 大西洋城千禧年徐小鳳演唱會                                  | 2000年3月17至19日     | 美國大西洋城印度宮殿大賭場體育館                 | 3    |
| 金光燦爛徐小鳳拉斯維加斯演唱會2006                          | 2006年1月28至29日     | 美高梅大酒店花園體育館（MGM Grand Garden Arena） | 2    |
| 金光燦爛徐小鳳雲頂演唱會2006                                | 2006年8月25至26日     | 吉隆坡雲頂劇場                                   | 2    |
| 金光燦爛徐小鳳與澳門中樂團                                  | 2006年10月22至24日    | 澳門文化中心                                     | 5    |
| 金光燦爛徐小鳳澳門演唱會2010                                | 2010年2月19至21日     | 金光綜藝館                                       | 3    |
| 2011金光燦爛徐小鳳上海演唱會                                | 2011年12月16至17日    | 梅賽德斯-奔馳文化中心                            | 2    |
| 金光燦爛徐小鳳廣州演唱會                                    | 2012年1月14至15日     | 廣州國際體育演藝中心                             | 2    |
| 金光燦爛徐小鳳北京演唱會                                    | 2012年5月13日         | 首都體育館                                       | 1    |
| 雙妹嚜隆重呈獻小鳳姐走過順逆流依然金光燦爛 徐小鳳2014演唱會 | 2014年8月1至2日       | 新加坡聖淘沙名勝世界會議中心                     | 1    |
| 雙妹嚜隆重呈獻小鳳姐走過順逆流依然金光燦爛 徐小鳳2014演唱會 | 2014年10月18日        | 梅賽德斯-奔馳文化中心                            | 1    |
| 雙妹嚜隆重呈獻小鳳姐走過順逆流依然金光燦爛 徐小鳳2014演唱會 | 2015年11月14日        | 新加坡聖淘沙名勝世界會議中心                     | 1    |
| 雲頂50周年徐小鳳金光燦爛2015演唱會                          | 2015年8月7至8日       | 吉隆坡雲頂劇場                                   | 2    |

## 外部連結
- 徐小鳳歌聲暖我心 （页面存档备份，存于）
- 忘不了的徐小鳳
- 徐小鳳全球歌友會 （页面存档备份，存于）
- 徐小鳳在香港影庫上的簡介